# Korinthische Vasenmalerei

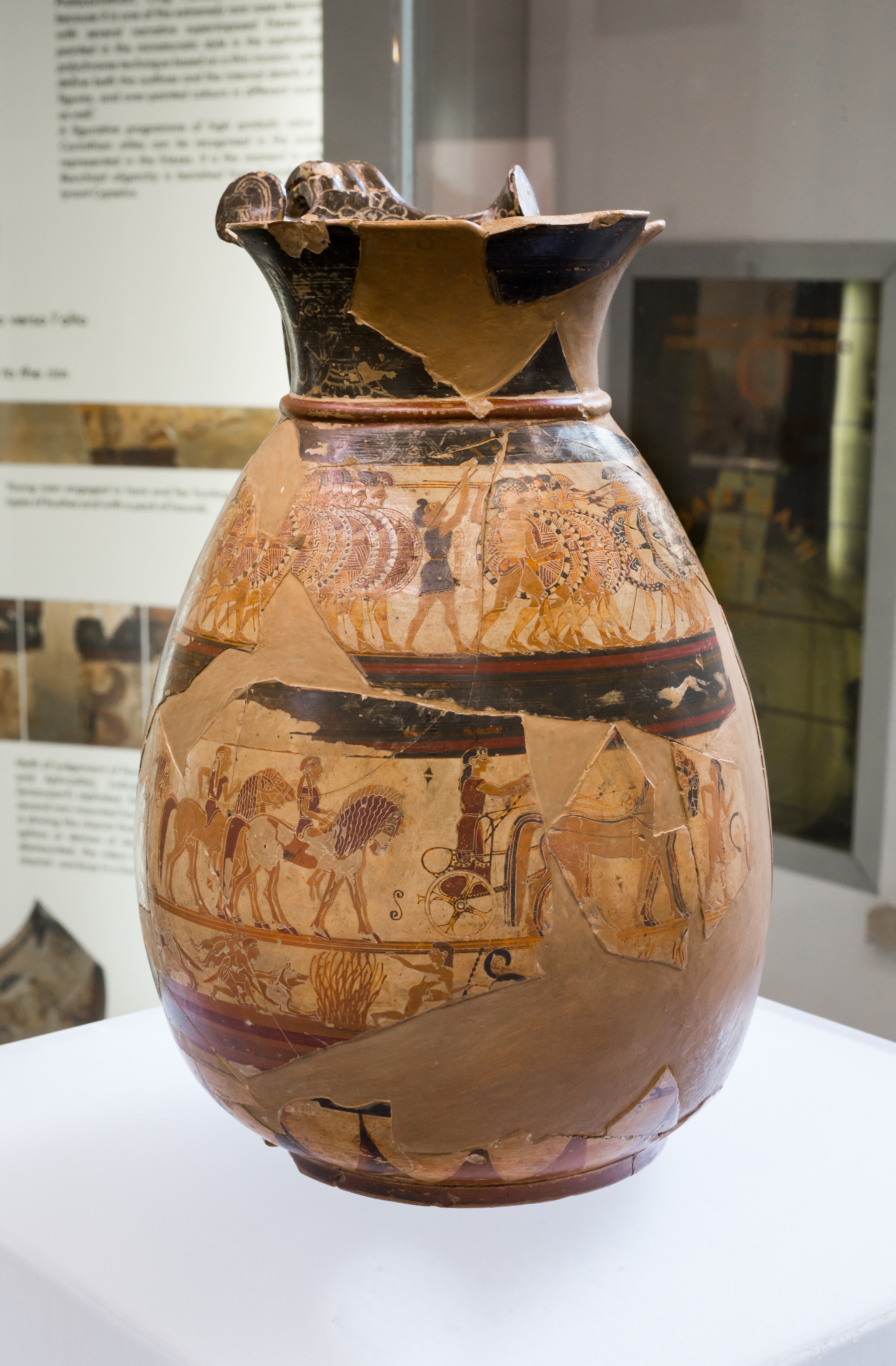
Chigi-Kanne, um 640 v. Chr. Museo Nazionale Etrusco di Villa Giulia in Rom

Korinthische Vasenmalerei wurde in Korinth in etwa im Jahr 720 v. Chr. eingeführt. Dort wurde seit spätgeometrischer Zeit Keramik produziert, die exportiert wurde. Korinthische Werkstätten waren die ersten, die den neuen schwarzfigurigen Stil in der griechischen Vasenmalerei einführten.
Auch zuvor und danach gab es in Korinth Vasenmalerei, doch meint man bei dem Begriff zumeist zwei bedeutende Phasen: „protokorinthisch“ (etwa 720–625 v. Chr.) und „korinthisch“ (etwa 625–550 v. Chr.). Eine einfache Unterscheidung ist durch die Füllornamente zwischen den Figuren möglich: Die protokorinthische Punktrosette wird von der korinthischen Klecksrosette mit Binnenritzung abgelöst. Grob gesagt entspricht die protokorinthische Vasenmalerei dem orientalisierenden Stil, die korinthische Vasenmalerei dem Schwarzfigurígen.
Eine entscheidende Neuerung der protokorinthischen Phase ist die Entwicklung der schwarzfigurigen Technik zu Beginn des 7. Jahrhunderts v. Chr. Zunächst werden die Figuren als Silhouette gezeichnet, sodann wird mit spitzem Gerät die Binnenzeichnung eingeritzt. Durch eine Perfektionierung der Brenntechnik mit Hilfe eines regulierbaren Brennofens wurde mit dem Malschlicker oft ein glänzendes Schwarz erreicht. Es bildet einen kräftigen Kontrast zu der hellen, gelblich-beigen Färbung des Tongrundes korinthischer Keramik. Darüber hinaus wurde es bald üblich, die Binnengliederung durch den Auftrag zusätzlicher Farben zu unterstützen: zunächst Purpurrot, dann auch Weiß. Die typische Dekoration protokorinthischer Zeit besteht aus Miniaturfriesen, die meist in mehreren Reihen übereinander das Gefäß schmücken. Als Gefäßformen sind vor allem kleinformatige und äußerst dünnwandige Ölgefäße (Aryballos und Alabastron) beliebt.
Obwohl die Ritzung zunehmend vervollkommnet und der Glanzton verbessert wurde, wurde der Stil seit dem späteren 7. Jahrhundert v. Chr. durch die massenhafte Produktion zusehends routinierter, vielfach auch gröber: Die Figuren werden immer größer und massiger, bis schließlich ein einziger Tier- oder Menschenkörper fast die gesamte Gefäßoberfläche bedecken kann. Hinzu kommt das häufig angewendete Verfahren, den leeren Raum durch Rosetten auszufüllen (auch bezeichnet als Horror vacui). Um die Mitte des 6. Jahrhunderts v. Chr. hören korinthische Werkstätten weitgehend mit figürlicher Malerei auf. Athen hatte damals als Zentrum der Keramik den internationalen Markt erobert, Korinth produzierte nur noch für den lokalen Bedarf.
Das häufigste Thema der korinthischen Keramik sind wilde Tiere, darunter auch fabulöse Bestien wie Löwen und Panther sowie phantastische Monster wie Sphingen und viele weitere Mischwesen aus Teilen verschiedener Tiere, die allgemein von orientalischen Vorbildern angeregt sind. Sie stellen eine Gegenwelt der wilden Natur dar, von der sich die damals entstehende Poliskultur absetzte. Daneben wird auf der Chigi-Kanne bereits um 630 v. Chr. ein ganzes Programm von Themen der Aristokratie der frühen Polis entfaltet: Krieg, Jagd, Prozession sowie Brautwahl in Form des Mythos vom Urteil des Paris. In der späteren „korinthischen“ Phase werden vor allem auf Kolonettenkrateren großformatige Szenen aus dem aristokratischen Leben, wie Reiter- und Hochzeitszüge oder Symposien, sowie aus dem Mythos beliebt.